# Psychotria wesselsboeri
Psychotria wesselsboeri är en måreväxtart som beskrevs av Julian Alfred Steyermark. Psychotria wesselsboeri ingår i släktet Psychotria och familjen måreväxter. Inga underarter finns listade i Catalogue of Life.